# Epipremnum aureum
Epipremnum aureum of drakenklimop is een bloemplant in de aronskelkfamilie. De plant komt oorspronkelijk uit Moorea in Frans-Polynesië. Deze plant is een populaire kamerplant in gematigde streken, maar is ook ingeburgerd in tropische en subtropische bossen over de hele wereld, waaronder Noord-Australië, Zuidoost-Azië, India, Pakistan, Nepal, Bangladesh, Hawaï en West-Indië.
Een synoniem is Scindapsus aureus. Ook de naam Pothos wordt (voornamelijk in de Angelsaksische wereld) veel gebruikt voor deze plant, die ooit als Pothos aureus bij het geslacht Pothos werd ingedeeld.